# Cerro Hoya
Cerro Hoya es la máxima elevación de la península de Azuero, con una altitud de 1 559 metros sobre el nivel del mar. Forma parte del parque nacional Cerro Hoya y se encuentra ubicado en la provincia de Veraguas, muy cerca del límite con la provincia de Los Santos.
En cerro Hoya podemos encontrar uno de los últimos vestigios del bosque húmedo azuerense.

## Geología
Cerro Hoya, junto con Punta Blanca forma parte de los restos de una de las dos islas oceánicas que conforman Azuero. La isla oceánica de Cerro Hoya,  es la mayor área expuesta del Complejo de acreción de Azuero, con rocas que datan del paleógeno y eoceno medio temprano, en tres fases distintitivas.